# Edward Pietrzyk
Edward Pietrzyk (ur. 3 listopada 1949 w Rawie Mazowieckiej, zm. 5 maja 2021 w Warszawie) – generał broni Wojska Polskiego, dowódca Wojsk Lądowych (2000–2006), ambasador RP w Republice Iraku (2007–2008) i Koreańskiej Republice Ludowo-Demokratycznej (2009–2013), Komandor Orderu Odrodzenia Polski z Gwiazdą.

## Życiorys

### Wykształcenie
Syn Stanisława i Zofii. W okresie od 1967 do 1971 studiował na Wydziale Elektromechanicznym Wojskowej Akademii Technicznej im. gen. Jarosława Dąbrowskiego w Warszawie. Był również absolwentem Wojskowej Akademii Artylerii ZSRR (1977–1980, ze Złotym Medalem) oraz Wojskowej Akademii Sztabu Generalnego Sił Zbrojnych ZSRR (1989–1990, z wyróżnieniem). W latach 1997–1998 odbył studia podyplomowe na Narodowym Uniwersytecie Obrony Stanów Zjednoczonych w Waszyngtonie.

### Służba wojskowa
Na pierwsze stanowisko – dowódcy plutonu – został skierowany do 2 Pomorskiej Brygady Artylerii w Choszcznie. W 1980 objął stanowisko starszego oficera w Oddziale Operacyjno-Rozpoznawczym Szefostwa Wojsk Rakietowych i Artylerii Ministerstwa Obrony Narodowej w Warszawie, a następnie wyznaczono go starszym oficerem operacyjnym w Dowództwie 2 Pomorskiej Brygady Artylerii. W latach 1981–1985 był kolejno doradcą szefa Wojsk Rakietowych i Artylerii MON oraz szefem Sztabu 23 Brygady Artylerii Armat w Zgorzelcu. W 1990 został zastępcą dowódcy Wojsk Rakietowych i Artylerii MON, a w 1991 rozpoczął służbę w Sztabie Generalnym Wojska Polskiego w Warszawie. Początkowo zajmował stanowiska zastępcy szefa Zarządu Operacyjnego i szefa Zarządu Operacyjnego. Od 1992 do 1996 kierował Zarządem I Operacyjno-Strategicznym. W 1998 został pełnomocnikiem ministra obrony narodowej ds. utworzenia Wielonarodowego Korpusu Północno-Wschodniego. W 1999 objął stanowisko zastępcy dowódcy Wielonarodowego Korpusu Północno-Wschodniego w Szczecinie. W latach 2000–2006 był dowódcą Wojsk Lądowych. Brał udział w przygotowaniu narodowej doktryny obronnej i polskiej części programu Partnerstwo dla Pokoju, uczestniczył w pracach nad reorganizacją Sił Zbrojnych Rzeczypospolitej Polskiej.

### Służba dyplomatyczna
W 2007 prezydent Lech Kaczyński mianował Pietrzyka ambasadorem nadzwyczajnym i pełnomocnym Rzeczypospolitej Polskiej w Republice Iraku. 3 października 2007 został poważnie ranny w wyniku zamachu terrorystycznego na ulicach Bagdadu. Pomocy polskiemu ambasadorowi udzielili ludzie z Blackwater, za co zostali odznaczeni medalami. W zamachu zginął osłaniający go funkcjonariusz BOR Bartosz Orzechowski. Leczenie odbywał w Polsce. Po wyjściu ze szpitala powrócił na placówkę dyplomatyczną, z której został odwołany przez Prezydenta RP Lecha Kaczyńskiego z dniem 31 sierpnia 2008. 24 listopada 2009 mianowany ambasadorem w Koreańskiej Republice Ludowo-Demokratycznej. Funkcję sprawował do 20 grudnia 2013.

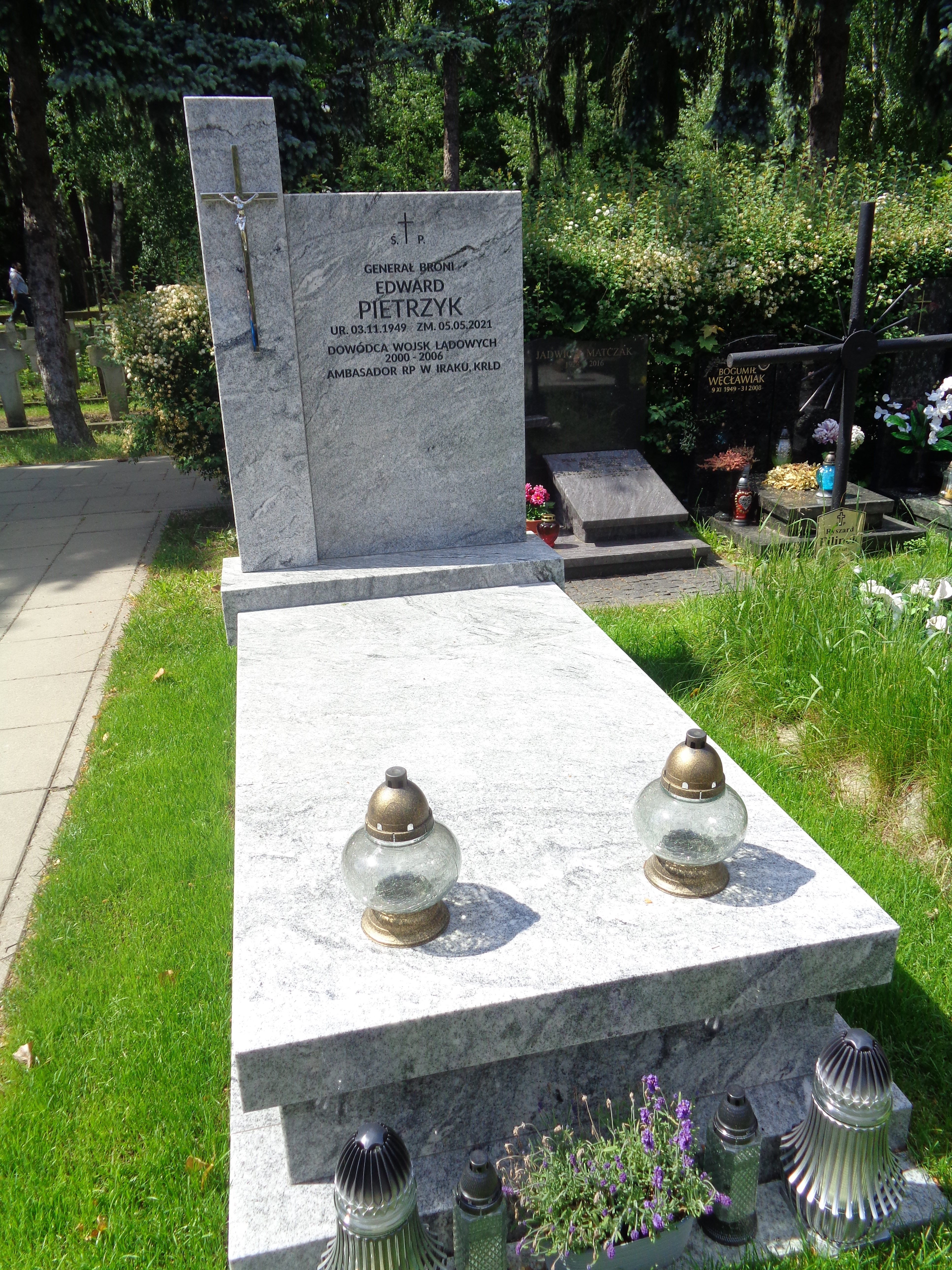
Nagrobek Edwarda Pietrzyka na Cmentarzu Wojskowym na Powązkach

Zmarł 5 maja 2021. Został pochowany na cmentarzu wojskowym na Powązkach (kwatera FII-12-17).

## Awanse
- generał brygady – 1993
- generał dywizji – 1996
- generał broni – 2001[9]

## Odznaczenia i wyróżnienia
- Krzyż Komandorski z Gwiazdą Orderu Odrodzenia Polski (2007)[10]
- Krzyż Oficerski Orderu Odrodzenia Polski (1999)[11]
- Krzyż Kawalerski Orderu Odrodzenia Polski
- Złoty Krzyż Zasługi
- Złoty Medal „Siły Zbrojne w Służbie Ojczyzny”
- Srebrny Medal „Siły Zbrojne w Służbie Ojczyzny”
- Brązowy Medal „Siły Zbrojne w Służbie Ojczyzny”
- Złoty Medal „Za zasługi dla obronności kraju”
- Srebrny Medal „Za zasługi dla obronności kraju”
- Brązowy Medal „Za zasługi dla obronności kraju”
- Medal „Milito Pro Christo”[12]
- Odznaka Honorowa „Bene Merito” – 2010[13]
- Wielki Krzyż Zasługi z Gwiazdą Orderu Zasługi Republiki Federalnej Niemiec
- Commander Legii Zasługi (Stany Zjednoczone)
- Laureat Buzdyganów
- Wpis do Księgi Honorowej Ministra Obrony Narodowej